# Hubschrauberlandeplatz Kalkar
Der Hubschrauberlandeplatz Kalkar ist ein Sonderlandeplatz rund 5 Kilometer nordöstlich der Stadt Kalkar. Er befindet sich auf dem Gelände des ehemaligen Kernkraftwerkes. Der Landeplatz dient dem Flugbetrieb der Kernwasser Wunderland Freizeitpark GmbH und der gelegentlichen Benutzung durch Dritte nach vorheriger Zustimmung des Platzhalters (PPR). Er kann auch zur Durchführung von Primäreinsätzen im Rettungsdienst für notfallmedizinische Aufgaben ausgerüstete Rettungshubschrauber genutzt werden.

## Landeplatzdaten
Der Landeplatz ist für Hubschrauber bis zu 5,7 t maximaler Startmasse (MTOM) und maximal 13,75 m Gesamtlänge nach den Sichtflugregeln (VFR) bei Tage gemäß Luftverkehrsordnung (LuftVO) zugelassen und entspricht den Richtlinien der internationalen Zivilluftfahrtorganisation ICAO-Brandschutzkategorie H 1. 
- Höhe: 21 m (69 ft) über NN
- Betriebsfläche und Abmessungen: Kreis mit 24 m Gesamtdurchmesser, davon 18 m Durchmesser Endanflug und Startfläche und 3 m Kreisring als Sicherheitsfläche (Safety area).

Die Betriebsgenehmigung wurde am 2. Januar 2006 durch Bezirksregierung Düsseldorf erteilt und im Amtsblatt G1292 Aktenzeichen 59.01.02.01-HSLP Kalkar veröffentlicht ebenfalls ist der Sonderlandeplatz im Luftfahrthandbuch AIP VFR eingetragen.